# .375 Weatherby Magnum
El .375 Weatherby Magnum (9.5×73mmB) es un cartucho de calibre medio para rifle, que fue diseñado en base al casquillo del .375 Holland & Holland Magnum, al que se le dio mayor capacidad de carga de pólvora y se le rediseñó el hombro dándole un doble radio característico de los cartuchos Weatherby, para generar más presión.

## Historia
El .375 Weatherby Magnum fue diseñado en 1944 por Roy Weatherby y puesto a producción en 1945. Los casquillos originales se formaban de casquillos Winchester de.300 H&H Magnum disparados, y después de casquillos Speer .300 Weatherby, para finalmente ser producidos directamente por Norma. La prodcción de .375 Weatherby cesó en 1960 pero fue reintroducida en el año 2001 debido a demanda.

## Diseño y Especificaciones
El .375 Weatherby Magnum es una versión mejorada del .375 H&H Magnum. El casquillo parte del .300 H&H Magnum al que se le aumentó la capacidad de carga y se le modificó el cuello para alojar un proyectil de .375 pulgadas (9.5 mm ). El cartucho presenta el hombro de radio doble.

## Performance
El .375 Weatherby Magnum proporciona un mejor rendimiento que el .375 H&H Mag, con un aumento en la velocidad de salida de 240 pies/segundo (73 m/s) y un aumento en la trayectoria plana máxima de 25 yardas (23 m) con balas del mismo peso.
El .375 Weatherby Magnum despide un proyectil de 270 granos a 2940 pies por segundo, generando una energía de 5181 libras/pie. Con un proyectil de 300 granos, el .375 Wby Mag genera una velocidad de salida de 2800 pies por segundo y una energía de unos 5224 libras/pie, sobrepasando la energía conseguida de munición comercial .375 Remington Ultra Magnum, 416  Rigby o .458 Winchester Magnum. 